# ITunes Festival: London 2010 (minialbum Florence and the Machine)
iTunes Festival: London 2010 – drugi minialbum brytyjskiego zespołu indierockowego Florence and the Machine. Wydany został przez wytwórnię płytową Island Records w dniu 21 lipca 2010 roku. Materiał na płytę został nagrany podczas koncertu grupy na iTunes Festival w lipcu 2010 roku. 

## Lista utworów
1. "Ghosts" - 3:36
2. "Drumming Song" - 4:34
3. "Girl With One Eye" - 3:37
4. "Rabbit Heart (Raise It Up)" - 5:01
5. "Cosmic Love" - 5:01
6. "Between Two Lungs" - 4:14